# The Story of Alisher
«The Story of Alisher» (также «Morgenshtern RIP») — дисс российского рэпера Мирона Фёдорова (Oxxxymiron) на Моргенштерна, выпущенный 13 декабря 2022 года в качестве сингла и музыкального видеоклипа. Песня является ответом Оксимирона на дисс Алишера Моргенштерна «Я убил Марка», который был выпущен ранее, 11 ноября 2022 года. К марту 2024 года видео набрало более 21 млн просмотров на YouTube.

## Создание и релиз

### Предыстория
21 октября 2022 года Моргенштерн выпустил свой «последний альбом на русском языке» Last One. В его начальной композиции был использован фрагмент из трека «Не с начала» с альбома Оксимирона «Горгород», представляющего собой скит — аудиосообщение лирического героя Киры, адресованное другому лирическому герою Марку. В своей композиции Алишер якобы отвечает на слова Киры «Марк, привет, это Кира», своим «Какой, нахуй, Марк? Ты чё, ебанулась?». До этого Оксимирон перестал отвечать Алишеру в личных сообщениях, а в его треке «Грязь» из альбома «Красота и уродство» прозвучало голосовое сообщение, где кто-то передаёт Мирону респект и приглашает в Уфу. Моргенштерн оттуда родом — люди стали думать, что это его голос.
В ответ на это Мирон выпустил свой первый дисс на Моргенштерна под названием «Bassline Business». Поводом для дисса стала не только интерполяция слов Киры в треке Алишера, но и ранние его выпады в сторону Оксимирона. Одним из них было то, как Моргенштерн на премии GQ в 2020 году слово в слово повторил речь Мирона с аналогичной премии, прошедшей в 2012 году.
В ответ на дисс Алишер выпустил 11 ноября свой дисс, назвав его «Я убил Марка», как бы отвечая на вопрос из сингла Мирона «Кто убил Марка?». После этого Ресторатор заявил, что готов организовать рэп-баттл между Оксимироном и Моргенштерном.

### Выход
Новый ответный дисс от Оксимирона под названием «The Story of Alisher» был выпущен 13 декабря 2022 года. Название отсылает к «The Story of Adidon» — диссу 2018 года американского рэпера Pusha T на Дрейка.

## Реакция
В день выхода дисса Моргенштерн отреагировал в своём Telegram-канале: «Благодаря мне Мирон сделал первую нормальную песню и клип за 5 лет», «бля 40 летний оппозиционер диссит Моргенштерна из мусорного бака, в женском платье, показывая в клипе хуй и жопу».
На следующий день Моргенштерн в Instagram Reels вызвал Фёдорова на рэп-баттл в рамках площадки Versus Battle.
А 26 декабря он провёл стрим, на котором смотрел и комментировал клип с диссом, а также заявил, что ответного дисса не будет.  